# Chris Kontos
Chris Kontos (New York, 25 giugno 1968) è un batterista statunitense conosciuto soprattutto per essere stato il batterista dei Machine Head nel primo album della band intitolato Burn My Eyes.
Suonò con molti gruppi tra i quali Testament, Exodus, Death Angel, Verbal Abuse, Custard Pie, Konkhra, Anti Trust, The Servants, Dog Faced Gods, Grinch e con James Murphy. Attualmente è il batterista del gruppo thrash metal Sangre Eterna e del gruppo stoner Spiralarms. È definito un batterista di elevata caratura tecnica, molto abile nell'uso della doppia cassa, qualità che hanno dato un grande contributo alla composizione dei dischi a cui ha partecipato, in particolar modo in Burn My Eyes dei sopracitati Machine Head.

## Discografia
- 1985 - Attitude Adjustment - Dead Serious (demo)
- 1986 - Attitude Adjustment - American Paranoia
- 1986 - Attitude Adjustment - End the Warzone (split con Lärm, Pillsbury Hardcore, Straight Ahead)
- 1988 - Attitude Adjustment - No More Mr. Nice Guy (EP)
- 1990 - Verbal Abuse - Of America (album dal vivo)
- 1991 - Attitude Adjustment - Out of Hand
- 1992 - Grinch - The Blacking Factory (batteria, percussioni, voce)
- 1994 - Machine Head - Burn My Eyes
- 1995 - Attitude Adjustment - True To The Trade (EP)
- 1995 - Slayer - Live Intrusion (singolo; batteria nel brano Witching Hours)
- 1995 - Verbal Abuse – Red, White & Violent
- 1996 - Artisti Vari – A Tribute To Judas Priest Legends Of Metal Vol. 1 (batteria nel brano Rapid Fire con i Testament)
- 1997 - Konkhra - Weed Out The Weak (batteria e arrangiamenti)
- 1998 - James Murphy - Feeding the Machine (percussioni nel brano Race With Devil On Spanish Highway)
- 2010 - Attitude Adjustment - The Collection (compilation)
- 2011 - Attitude Adjustment - No Way Back
- 2015 - Attitude Adjustment - Dead Serious Demo 1985 And Lost Session 1986